# اسکاندولارا ریپا دوییو
اسکاندولارا ریپا دوییو (به ایتالیایی: Scandolara Ripa d'Oglio) یک کومونه در ایتالیا است که در استان کریمونا واقع شده‌است. اسکاندولارا ریپا دوییو ۵٫۷ کیلومتر مربع مساحت و ۶۴۰ نفر جمعیت دارد.